# Ruellia brevifolia

Ruellia brevifolia (Pohl) C. Ezcurra, popularmente conhecida como pingo-de-sangue ou juju-miudo é uma planta de hábito herbáceo a arbustivo da família Acanthaceae, nativa da América do Sul, que é comercializada como ornamental.

## Distribuição geográfica
Ruellia brevifolia está amplamente distribuída na América do Sul, ocorrendo nas áreas de cerrado, savanas, campos sujos e áreas abertas de florestas, desde a Colômbia até o norte da Argentina. No Brasil, ocorre nos estados do norte (Acre, Amazonas, Pará, Rondônia, Tocantins), nordeste (Bahia, Ceará), centro-Oeste (Distrito Federal, Goiás, Mato Grosso do Sul, Mato Grosso), sudeste (Espírito Santo, Minas Gerais, Rio de Janeiro, São Paulo) e sul (Paraná, Rio Grande do Sul, Santa Catarina).  Seu cultivo como planta ornamental nas regiões tropicais de todo o mundo pode ter ampliado sua área de distribuição. 

## Morfologia

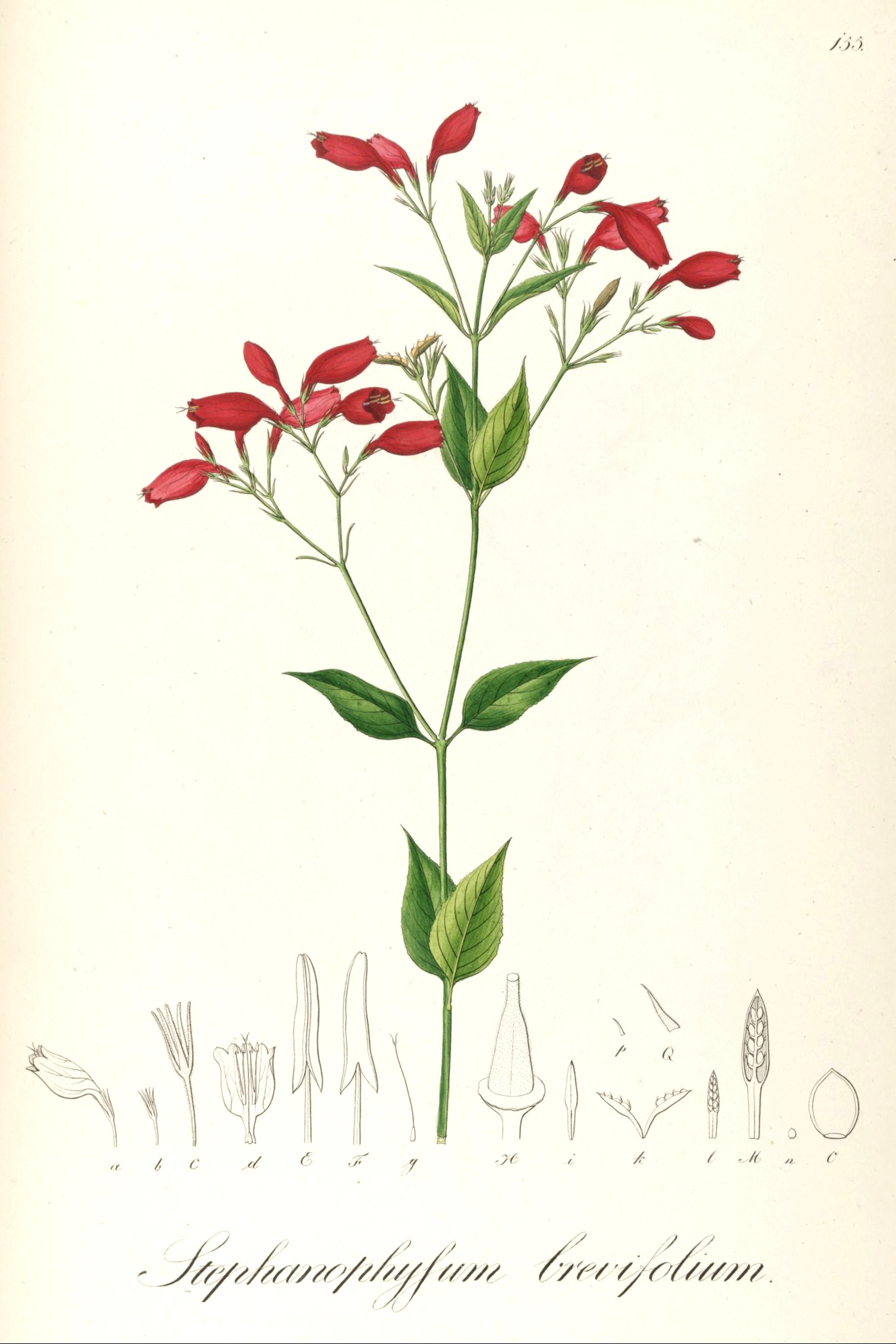
Stephanophylum brevifolium sinônimo de R. brevifolia.

Ruellia brevifolia caracteriza-se pelas pequenas flores vermelhas, ventricosas, com porção basal do tubo menor que a apical, reunidas em cimas multifloras, que podem ultrapassar ou não as folhas circundantes, e pelas anteras com prolongamento na base das tecas. É um subarbusto, de até um metro altura; ramos levemente quadrangulares, glabrescentes. Seu pecíolo tem 1,5-3,5 cm de comprimento; lâmina ovada, 8,5-15,9 × 4,6-9,9 cm, ápice acuminado, base cuneada, margem íntegra a levemente crenada, ciliada, subconcolor, glabra ou com pilosidade esparsa, principalmente nas nervuras, nervuras secundárias 6-8 pares. Inflorescência em cimas multifloras ou dicásios compostos, laxos, longo-pedunculados; bráctea e bractéolas foliáceas. Pedicelo de 5-8 mm de comprimento; sépalas lineares, 0,9-1,1 cm comprimento, pubérulas; corola vermelha, mais clara na fauce, tubulosa, curva, constrita na base, abrindo-se em garganta ventricosa, com 2,5-3,5 cm de comprimento, porção basal com 0,5-1 cm de comprimento, a apical com 2-2,5 cm de comprimento, lobos de 2-3 mm de comprimento; estames homodínamos, filetes de 1,9-2,8 cm de comprimento, anteras oblongas, 2-3 mm de comprimento, coniventes, às vezes com prolongamento basal nas tecas; disco com protuberâncias, ovário pubérulo, estilete com 2-2,8 cm de comprimento, estigma 2-lobado. Cápsula
clavada, 1,4-2,5 cm de  comprimento, porção basal sólida desenvolvida, glabra; sementes 6-8, suborbiculares.

## Ecologia
Ruellia brevifolia é uma espécie de subarbusto dos trópicos e subtrópicos da América do Sul, que forma agrupamentos densos em áreas abertas, mas sombreadas, desde o nível do mar até 1.500 metros de altitude. Ocorre em Áreas Antrópicas, Cerrado (lato-sensu), Floresta ciliar, Floresta de Galeria, Floresta Estacional Semi-descidual e Floresta Pluvial. Floresce o ano todo, produzindo flores cleistógamas e casmógamas nas estações seca e úmida, respectivamente. A cleistogamia, do tipo climática, origina sementes nos períodos de maior estresse ambiental. As flores casmógamas são inodoras, com uma corola tubulosa e vermelha, antese diurna e duram dois dias. O néctar é o principal recurso floral de R. brevifolia, sendo produzido em baixa quantidade e com concentração de açúcares em torno de 30%. As flores cleistogâmicas assemelham-se aos botões jovens das casmógamas, porém em tamanho menor, principalmente no androceu e na corola. Os principais agentes para a polinização cruzada diurna de S. brevifolia são beija-flores e borboletas. Os beija-flores visitam as flores apenas durante o pico de floração. O florescimento contínuo, a cleistogamia sazonal, a autocompatibilidade, a reprodução vegetativa e a utilização de dois grupos de polinizadores são características que favorecem a ocupação e a permanência em habitats sujeitos a alterações.